# Rudolf Amsinck

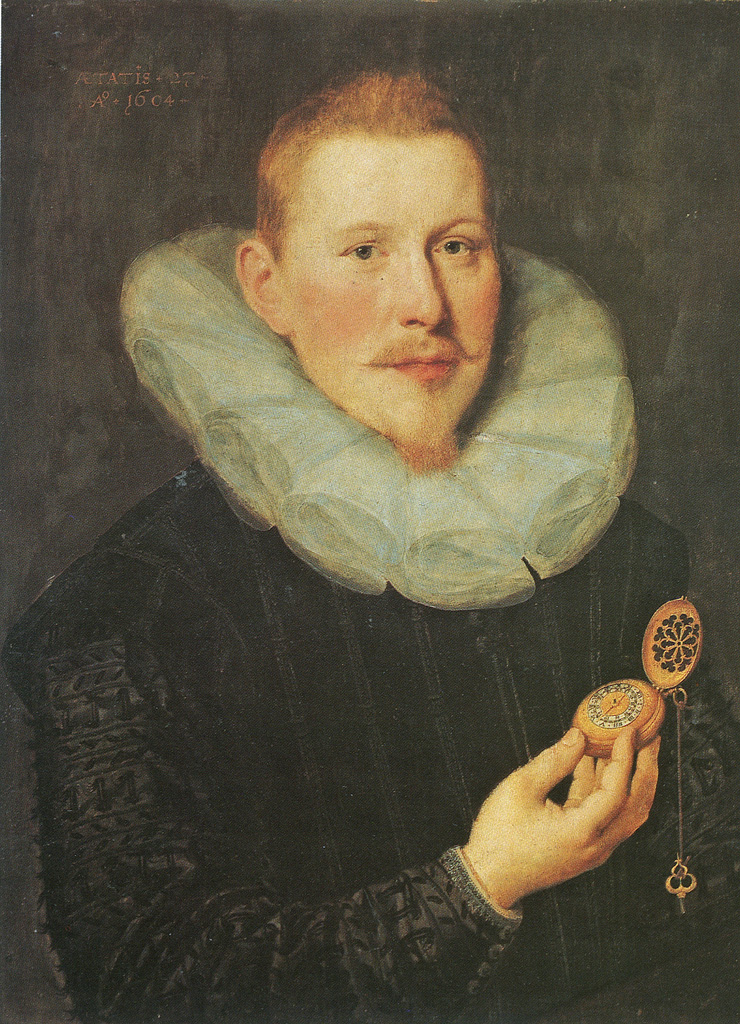
Porträt von Rudolf Amsinck (1604) von David Kindt

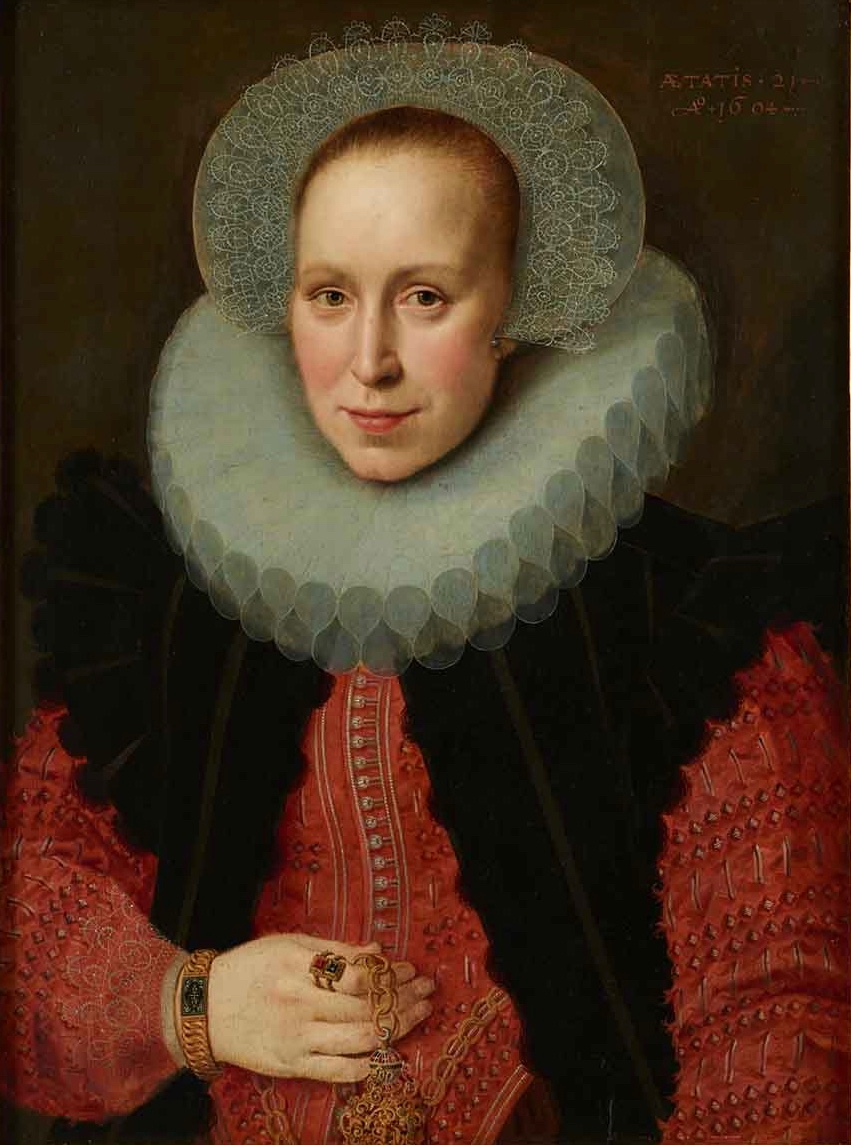
Porträt von Amsincks Ehefrau Isabeau de Hertoghe (1604) von David Kindt

Rudolf Amsinck (* 9. November 1577 in Hamburg; † 1. Dezember 1636 ebenda) war ein deutscher Kaufmann und Hamburger Ratsherr.

## Leben
Der Sohn von Willem Amsinck, eines aus den Spanischen Niederlanden eingewanderten Tuchhändlers, übernahm nach dem Tod des Vaters 1618 zusammen mit seinem Bruder Arnold das väterliche Geschäft. Zum Tuchhandel kamen nunmehr auch Seeversicherungsgeschäfte sowie eine Drahtmühle zur Herstellung von Kupfer- und Messingdraht, die sich zu einem lukrativen Exportgeschäft entwickelte und rund 200 Jahre im Besitz der Amsincks blieb.
Wie schon sein Vater war Rudolf Amsinck Jurat an St. Petri und wurde bei der Gründung der Hamburger Bank 1619 zu einem der beiden ersten „Bankbürger“ gewählt. Im gleichen Jahr erfolgte seine Wahl in den Rat, in dem er über die Jahre verschiedene zivile und militärische Ämter wahrnahm: Im gerade ausgebrochenen Dreißigjährigen Krieg war er zunächst als „Artillerieherr“ Chef der Festungsartillerie (ihm zu Ehren wurde eine Bastion der eben errichteten Hamburger Wallanlagen auf den Namen „Rudolfus“ getauft) sowie als „Colonellherr“ Chef der Bürgerwehr im Kirchspiel St. Jacobi, ab 1626 in St. Katharinen. 1623 war er zudem erster Gerichtsherr (Prätor), 1625 Deputierter des Rats im Vorstand des Werk- und Zuchthauses, 1625 Bauhofsherr, 1628 Deputierter im Kriegsrat und 1633 „Bancoherr“ (Chef der Bank-Deputation).
Zwischen 1625 und 1635 übernahm Amsinck zudem mehrfach Gesandtschaften u. a. in die Niederlande, beim Hansetag 1627 in Lübeck sowie beim dänischen König 1634.
Amsinck war seit 1601 verheiratet mit Isebeau (Isabella) de Hertoghe (* 1583 in Antwerpen, † 1662 in Hamburg), die aus einer sehr wohlhabenden holländischen Einwandererfamilie stammte. Aus der Ehe gingen 14 Kinder hervor. Die Familie bewohnte seit 1628 ein Haus am Rödingsmarkt, außerdem besaß Amsinck mehrere Höfe in Curslack und Billwerder. 1624 erwarb er zusammen mit seinem Bruder Arnold umfangreiche Ländereien auf der damaligen Insel Strand, die jedoch in der Burchardiflut 1634 größtenteils wieder verloren gingen. Heute erinnert nur der Name der Hamburger Hallig noch an die Besitzer des einstigen „Amsinck-Koog“s.